# Фридрих, Леа
Леа Софи Фридрих (нем. Lea Sophie Friedrich; род. 7 января 2000, Дассов, Мекленбург — Передняя Померания) — немецкая профессиональная трековая велогонщица.

## Спортивная карьера
Сначала Леа Софи Фридрих шесть лет играла в футбол, пока один знакомый не заметил её особый спортивный талант и не пригласил на тренировки по велоспорту.
В 2011 году Фридрих начала участвовать в гонках на треке. После завоевания титулов чемпионов земли в своих возрастных группах она участвовала в чемпионате Германии по трековому велоспорту в Берлине в 2015 году и завоевала два титула в молодёжной категории, а также в чемпионате в Котбусе в следующем году. С 2013 года она училась в спортивной школе в Шверине.
В 2017 году Леа Фридрих приняла участие в юниорском чемпионате мира по трековому велоспорту и завоевала серебро в командном спринте и гите с Эммой Хинце, а также бронзу в спринте, что сделало её самой успешной немецкой участницей этих чемпионатов мира. На чемпионате Европы по трековому велоспорту среди юниоров в том же году она завоевала серебро в спринте, гонке на время и командном спринте (вместе с Эммой Хинце). Стала трёхкратной чемпионкой Германии среди юниоров. На чемпионате Германии по трековому велоспорту в 2018 году она снова завоевала три титула среди юниоров. Она также стала чемпионкой Германии в элитном командном спринте вместе с Мириам Вельте.
Леа Фридрих стала самой успешной спортсменкой на юниорском чемпионате мира по трековому велоспорту 2018 года, завоевав все четыре титула в спринте, 500-метровой гонке с раздельным стартом, кейрине и командном спринте (вместе с Эммой Хинце и Алессой-Катрионой Прёпстер). На своём первом старте на элитном Чемпионате мира 2019 года в польском Прушкуве она заняла четвёртое место в спринте. В 2019 году она завоевала два титула на чемпионате Европы по трековому велоспорту U23 (гите и кейрин) и серебро в спринте. В 2020 году в Берлине она стала двукратной чемпионкой мира — в гонке с раздельным стартом[что?] и вместе с Эммой Хинце и Паулиной Грабош в командном спринте. Она завоевала четыре титула на чемпионатах Европы среди спортсменов до 23 лет.
На летних Олимпийских играх в Токио Фридрих завоевала серебряную медаль в командном спринте вместе с Эммой Хинце. В спринте она установила олимпийский рекорд — 10,310 секунды в нокаут-раунде. В октябре 2021 года Фридрих стала чемпионкой Европы по кейрину в Гренхене, Швейцария. В том же месяце она стала самой успешной участницей Чемпионата мира в Рубе. Вместе с Паулиной Грабош и Эммой Хинце она выиграла титулы в гонке с раздельным стартом, кейрине и командном спринте, а также завоевала серебряную медаль в спринте. В декабре того же года она заняла второе место в общем зачете шорт-трековых дисциплин на Лиге чемпионов UCI по треку 2021 года, уступив своей соотечественнице Эмме Хинце. В 2022 и 2023 годах она вновь стала чемпионкой Европы в кейрине, а в 2023 году выиграла титулы чемпионки Европы в спринте и командном спринте. На чемпионате мира по велоспорту 2023 года она вместе с Паулиной Грабош и Эммой Хинце завоевала золотую медаль в командном спринте с новым мировым рекордом и заняла третье место в кейрине.
В 2024 году Фридрих приняла участие в летних Олимпийских играх в Париже, где выступила в спринте, кейрине и командном спринте. Она завоевала серебро в спринте, бронзу в командном спринте вместе с Паулиной Грабош и Эммой Хинце и заняла седьмое место в кейрине.

### Награды и профессиональные достижения
В феврале 2018 года Леа Фридрих была признана спортсменкой года 2017 года в Мекленбурге-Передней Померании, через два года она получила эту награду снова. В декабре 2018 года она была названа немецкой юниорской велосипедисткой года. В 2019 году она вместе с Алессой-Катрионой Прёпстер и Эммой Хинце была признана юниорской командой года в Германии.
В феврале 2021 года Леа Софи Фридрих, которая прошла двойную программу обучения в Федеральной полиции Германии, была названа чемпионкой полиции. В октябре 2021 года была признана «Спортсменкой месяца» среди примерно 4000 спортсменов, поддерживаемых Sporthilfe.
В марте 2024 года Леа Софи Фридрих была удостоена высшей спортивной награды Германии — Серебряного лаврового листа.